# First Live!
『First Live!』（ファースト・ライブ）は日本の女性アイドルユニット・STAR☆ANISの2枚目のCDシングルである。テレビ東京系列他にて2012年10月より放送されたテレビアニメ『アイカツ！』挿入歌集の第1弾として、2012年12月26日にランティスより発売された。
本作には『アイカツ！』プロジェクトの最初期に制作された楽曲「アイドル活動！」をはじめ、「Move on now!」・「Angel Snow」の3曲が収録され、全て音楽制作集団MONACAの田中秀和が作曲・編曲を担当している。これらは様々なヴォーカルによるバージョンがリリースされており、アニメ『アイカツ！』では作中に登場するキャラクターの3DCGライブ・ステージにて披露される楽曲となっている。『アイカツ！』関連の音楽イベントなどでは、各楽曲のライブ・パフォーマンスも披露されている。

## 背景と制作
2011年1月頃、企画段階でゲーム化構想が先行していたメディアミックス『アイカツ！』プロジェクトにおいて、最初に制作された楽曲が本CDシングルに収録された「アイドル活動！」である。その当時の「アイドル活動！」の詞は最終版とわずかに異なり、CD収録バージョンを担当したSTAR☆ANISではない人物が仮歌を務めていた。初期にゲーム向け楽曲の制作が行われた後、テレビアニメ化が決定し、各楽曲をアニメ向けに書き換える作業が行われたという。『アイカツ！』プロジェクトは、アーケードゲームの稼動やアニメの放映前から楽曲「アイドル活動！」を公開し、その後の2012年11月にアニメの1stシーズン前期オープニングテーマ・エンディングテーマを収録したシングル『Signalize!/カレンダーガール』を発表した。続いてテレビアニメ『アイカツ！』で挿入歌として使用される楽曲を3曲ずつ収録したシングルを「オーディションシングル」と題し3ヶ月連続でリリースさせており、シングル『First Live!』は本挿入歌集シリーズの第1作目に該当する。
本作に収録された楽曲「アイドル活動！」の曲名はタイアップの『アイカツ！』に由来しており、作曲・編曲を行ったMONACAの田中秀和によれば「とてもシンプルで王道な楽曲」に仕上がっており、のちにより複雑な技巧を加えてオマージュとして制作されたのがアニメ3rdシーズンから披露される楽曲「Let's アイカツ！」に当たる。同じく『アイカツ！』のディスコグラフィを手掛けたMONACAの石濱は本曲について右のようにコメントしている。曲中に含まれる「ゴーゴーレッツゴー！」というコーラスの箇所には、サンライズのプロデューサー・若鍋竜太が参加している。
シングルに収録された楽曲それぞれのヴォーカルを担当したのはユニット・STAR☆ANISのメンバーのうち、「アイドル活動！」はわか・ふうり・すなおで、「Move on now!」はりすこ・わか・ふうり・すなお、「Angel Snow」はれみである。アニメ『アイカツ！』は日本国外でも放送されており、インドネシア語版ではJKT48がヴォーカルを担当した。

## 音楽性
1曲目の「アイドル活動！」はロックにリアレンジされた「アイドル活動！ (Ver. Rock)」も制作されているが、アニメ音楽専門雑誌『リスアニ!』副編集長の澄川龍一は、原曲がロックなサウンドで構成されているとした。一方で、雑誌『アニメディア』2014年5月号に掲載されたCDシングルの解説記事では「ポップチューン」と紹介されている。ヤマハミュージックメディアによれば、本楽曲のBPMは190とされている。Cメロで転調する構成の「Move on now!」について、澄川はラテン音楽のような側面を持ち、ウィスパーボイスに近いコーラスが曲中に挿入されていると指摘した。加えて田中が制作した楽曲「prism spiral」と合わせてハウス・ミュージックと位置づけた。3曲目の「Angel Snow」について澄川は1990年代を彷彿とさせるアイドル・ソングに仕上がっており、鈴の音色を用いて冬をイメージさせたポップ・ミュージックと表現した。『アニメディア』による紹介では『アイカツ！』の登場キャラクター・有栖川おとめの雰囲気を彷彿とさせるふんわりとした楽曲と説明されている。

## リリース、プロモーション
本作『First Live!』はSTAR☆ANISの2枚目のシングルとして、2012年12月26日にCDシングルの形態でランティスより発売された。発売日前日および当日には秋葉原ディアステージにて発売記念イベントとしてライブおよび握手会を実施している。その後、2018年7月11日には音楽ダウンロード配信・定額配信サービスにおいて『First Live!』収録楽曲を含む『アイカツ！』ディスコグラフィのデジタル・ダウンロードをサンライズ音楽出版が開始した。
楽曲「アイドル活動！」および「Angel Snow」に加え、STAR☆ANIS所属のりすこ単独での「Move on now! 〜美月ソロ Ver.〜」は2014年4月9日発売の『アイカツ！』のベスト・アルバム『Calendar Girls』にも収録されている。そのほか「アイドル活動！」は2013年12月14日に発売されたアルバム『HI・KA・RI Shining♪』で、ゆにこを交えて歌唱したバージョンが収録され、同年6月25日発売の2ndシーズン挿入歌ミニアルバム『POP ASSORT』・2015年2月11日発売のベスト・アルバム『SHINING STAR*』・2016年9月14日発売のサウンドトラック『アイカツ！の音楽04』にはSTAR☆ANISもしくは同じくアイドルグループのAIKATSU☆STARS!のメンバーによる様々なバージョンで収録された。2017年6月28日発売の『TVアニメ/データカードダス『アイカツ！』COMPLETE CD-BOX』には、シングル『First live!』に収録された3トラックが様々なヴォーカル・バージョンで収集されている。

## アートワーク
アートワークには『アイカツ！』に登場するキャラクター、星宮いちご・霧矢あおい・紫吹蘭・有栖川おとめ・神崎美月が描かれている。原案では当初おとめが描かれていなかったが、本作に収録された「Angel Snow」を作品内で歌唱するキャラクターのために追加すべきという指示があり、後から手前に配置させた構図となっている。背景はクールな印象となるよう、ステージのバックライトをモチーフとしたデザインを採用している。

## チャート成績と受容
オリコンの調査によると、『First Live!』は2012年12月26日にCDシングルとしてリリースされた後、オリコンシングルチャート2013年1月第1週付のチャートランキングで94位にランクインし、推定初回売上枚数は約630枚を記録した。同月第2週は週間チャート200位以内へのランクインを逃し第3週付チャートでは復帰するが、以来週間チャートへのランクインは無い。累積では約860枚を売り上げたと推定されている。
各楽曲に対して評論家らは以下のようなコメントを寄せている。澄川龍一は「アイドル活動！」のロックなサウンド構成を肯定的に捉え、「正統派アイドル・ソング」と表現した。また、アニメ『アイカツ！』の挿入歌として物語の序盤でしばしば用いられることも踏まえて、楽曲が「作品が持つキラキラとしたエネルギッシュさを象徴するかのよう」だと言及し、『アニメディア』は『アイカツ！』の「裏テーマ曲」と紹介した。「アニメイトタイムズ」のライターは『アイカツ！』シリーズに関する特集記事の中で「元気な明るい歌」の一つとして本楽曲を挙げている。「Move on now!」について澄川は洒落たダンサブルな楽曲とし、「コーラスがとにかくかっこいい」と述べた。「Angel Snow」は広末涼子の楽曲を想起させると指摘し、構成要素に関しては鈴の音が可愛らしいと触れ、「跳ねたリズムに乗るメロディにキュンキュンさせられる」とした。澄川はさらに本シングル全体を通して、『アイカツ！』で制作された楽曲が多様なジャンルによって構成されることが見出せると述べた。音楽雑誌『CDJournal』のレビュアー・榊順一は収録曲それぞれについて「元気系・キラキラ系・しみじみ系」と表現し、アーケードゲームでの世界観を彷彿とさせ、「ドリーミーな仕上がり」になっていると述べた。また、榊はSTAR☆ANISによるヴォーカルの初々しさについて高く評価している。
また楽曲「Move on now!」は子供によるダンス動画がYouTubeにアップロードされるといった反響があり、これに対しMONACAの田中は「子供たちにとって、自分の作る楽曲がきっとそういう音楽の原体験的な存在になると考えたら、ちゃんといいものにしなくちゃいけないな、みたいな、使命感のようなものは感じましたね。」と雑誌『リスアニ！』のインタビューで語っている。

## ライブ・パフォーマンス

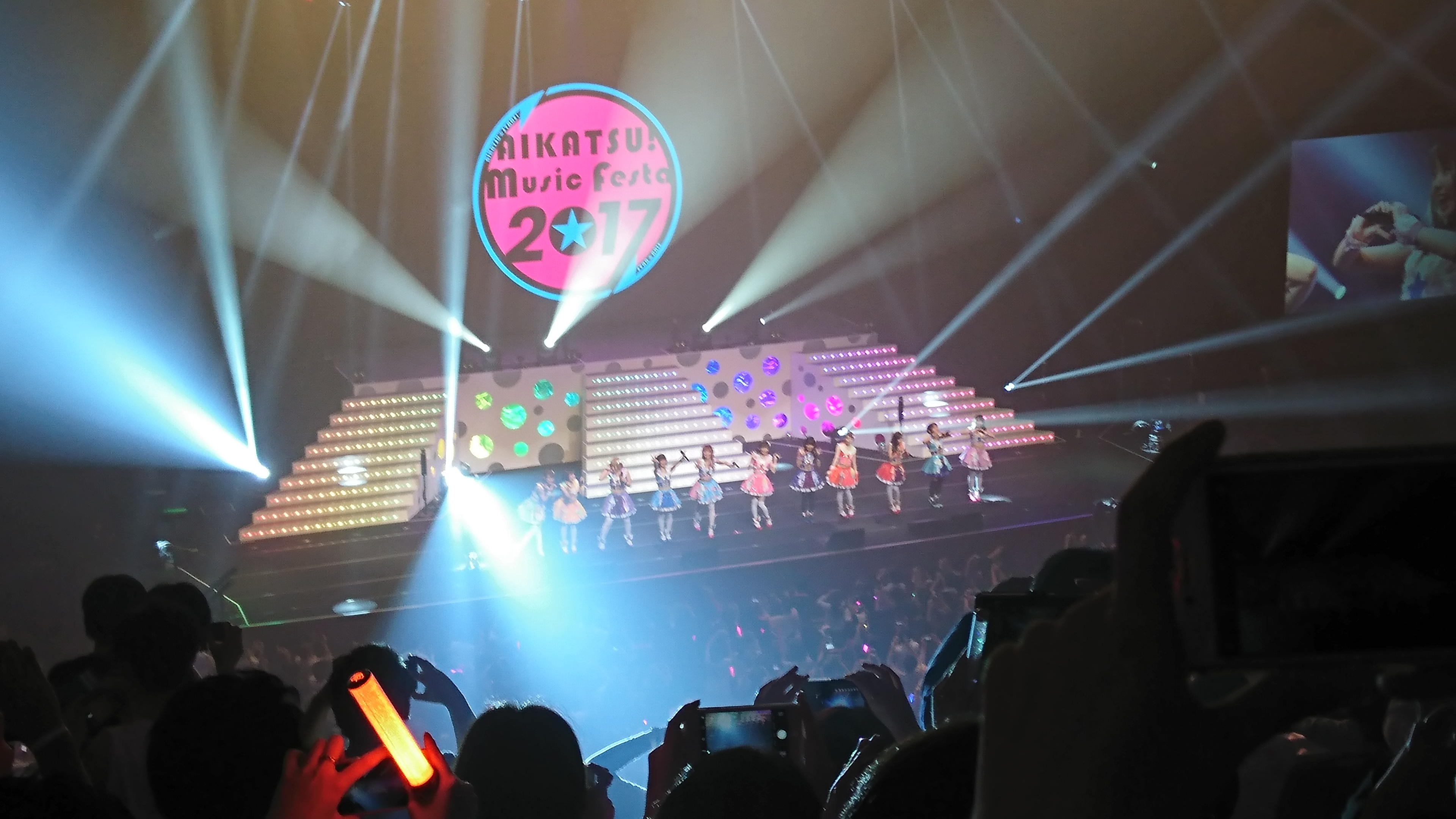
ライブ公演中のSTAR☆ANISとAIKATSU☆STARS!のメンバー（2017年3月26日に実施された「アイカツ！ミュージック フェスタ 2017」2日目に撮影）

『First Live!』に収録された楽曲のライブ・パフォーマンスは日本で開催された『アイカツ！』関連の音楽イベントで披露されており、映像作品としてリリースされたものがある。『劇場版 アイカツ！』の公開日翌日の2014年12月14日には、お台場シネマメディアージュにおいて上映会を実施し、ライブビューイングによって同時中継されたSTAR☆ANISによるミニライブにおいて1曲目に「アイドル活動！」のパフォーマンスを見せた。2016年8月27日には『劇場版アイカツスターズ！』の公開を記念したイベントが丸の内TOEIにて実施され、STAR☆ANISの楽曲である「アイドル活動！」をAIKATSU☆STARS!が披露し、観覧客を驚かせた。2018年2月28日に日本武道館にて行われた『アイカツ！ミュージックフェスタ in アイカツ武道館！』最終日では、アニメの1st・2ndシーズンで登場した楽曲「prism spiral」・「Trap of Love」・「同じ地球のしあわせに」・「Growing for a dream」と合わせたメドレー形式で「Angel Snow」を披露したほか、アンコールのラストではSTAR☆ANISとAIKATSU☆STARS!の全員によって「アイドル活動！」を披露し観客を歓喜させた。そして2019年には『アイカツ！』のシリーズ後継作品『アイカツフレンズ!』のライブイベント「BEST FRIENDS! スペシャルLIVE 〜Thanks⇄OK〜」がパシフィコ横浜で行われ、本公演のアンコールにて新作テレビアニメ『アイカツオンパレード!』の制作発表が行われた後、ライブに登壇した声優陣と同シリーズの歌唱を担当した2名によって「アイドル活動！オンパレード！ver.」がパフォーマンスされた。本バージョンは2019年10月から放送の『アイカツオンパレード!』においてエンディングテーマとして起用された。
そのほか、2014年9月22日にさいたまスーパーアリーナにて行われた「Animelo Summer Live 2014 -ONENESS-」初日公演では「アイドル活動！」を筆頭に「Signalize!」・「ダイヤモンドハッピー」と繋げたメドレーがSTAR☆ANISによって披露された。このパフォーマンスは映像作品もリリースされている。さらに2016年4月30日に大宮ソニックシティ大ホールにて行われたMONACA主催のライブ・イベント「MONACAフェス2016」でも「アイカツ！」楽曲によるライブ・ステージコーナーの先駆けとして、STAR☆ANISとAIKATSU☆STARS!が合同で楽曲「アイドル活動！」を披露している。
さらに、インドネシアでは2014年9月10日にジャカルタの商業施設・fXスディルマン内のJKT48劇場において『アイカツ！』のプレス・カンファレンスが行われ、JKT48のメンバーらによって吹き替え版の「アイドル活動！」が披露された。

## メディアでの使用
「アイドル活動！」はテレビアニメ『アイカツ！』内の3DCGのキャラクターによるライブ・ステージ楽曲として1stシーズンの1・2・4・6・8・16・17・29・44話と、2ndシーズンの76・80話、3rdシーズンの146話で用いられた。とりわけ、76話ではキャラクターの大空あかりが初めてライブ・ステージを披露するが、STAR☆ANISのるかによるヴォーカルおよびステージでのダンス・パフォーマンスの両方をあえて下手に見せるよう制作しており、物語の中で素人同然の状態からの成長過程を描くための演出となっている。146話では登場キャラクターの星宮いちご・霧矢あおい・紫吹蘭のユニット「ソレイユ」が彼女達のアイドル活動の原点を思い起こすために本楽曲の歌唱パフォーマンスを披露しており、いちごがかつて同楽曲を披露した際にステージ上で転倒した2話と比較してキャラクターの成長が感じられる演出がなされている。
同様に、様々なヴォーカルによるバージョンを含むライブ・ステージ楽曲として「Move on now!」は1・3・9話、および終盤の174話で用いられ、登場キャラクター・神崎美月の代表曲となっている。使用された9話では一度キャラクターの3Dモデルを刷新しており、視聴者から大きな反響を呼んだ。アニメ4thシーズンの174話ではキャラクター・白樺リサが美月による「Move on now!」とは異なる自分自身のパフォーマンスを披露する内容となっており、AIKATSU☆STARS!所属のななせが歌唱を担当している。
楽曲「Angel Snow」は10・11・148話でそれぞれ用いられた。148話における「Angel Snow」のライブ・ステージは16話から制作に携わったCGディレクターの北田伸によって新たに制作された。北田は148話で、登場キャラクターの有栖川おとめ・北大路さくら・神谷しおんの3名で構成されるユニット「ぽわぽわプリリン」がステージを披露するのに合わせて既存のステージを大きくしてキャラクターの立ち位置の見え方を変更するなど修正を施したほか、ステージを盛り上げて見せるためにアーケードゲームにはない演出を新たに組み込んだという。なお、148話までの「ぽわぽわプリリン」によるCGのライブ・ステージではしおんの代わりに一ノ瀬かえでの3Dモデルを起用していたが、作中で行われる3人組ユニットでのライブ・オーディション企画「大スターライト学園祭」ではかえでの所属するユニット「トライスター」も参加する脚本となっていたため、制作側は当初しおんの代役候補としてキャラクターの黒沢凛や紅林珠璃などを起用する予定にしていた。一方、当時CG制作を担当していたサムライピクチャーズが凜やあかりのモデルで使用されたパーツを活用ししおんの3Dモデルを新しく制作したことで上記の問題が解決し、視聴者からも登場が望まれていたしおんの3Dモデルが作中で初めて登場した。これによりユニットを組まずにフリーとなった凜は、代わりに珠璃と天羽まどかとのユニット「バニラチリペッパー」を組ませるきっかけにもなったと監督の木村隆一は話している。
また、これらの楽曲はアーケードゲーム『アイカツ！』上で「ライブオーディション」のステージ楽曲として選択可能になっており、ゲームプレイ中はキャラクターが歌って踊る映像が流れる。

## カバー、リミックス
アーケードゲーム『アイカツ！』で2015年10月より稼動した「2016シリーズ」において、初音ミクがゲーム内でプレイアブルキャラクターとなるコラボ企画が行われ、その一環として初音ミクによる「アイドル活動！」のカバー・バージョンがリリースされている。そのほか、『アイカツ！』の登場キャラクターを演じた声優が「アイドル活動！」をカバーして披露するパフォーマンスが時々行われており、2013年3月31日に中野サンプラザホールで開催された寿美菜子のライブ公演「Music Rainbow 02」や、2018年11月17日に横浜アリーナで開催されたライブ・イベント「ANIMAX MUSIX 2018 YOKOHAMA」で行われている。『リスアニ！』誌のライター・えびさわなちによれば、前者の寿によるパフォーマンスはロック風のアレンジで披露された。さらに、2019年2月10日には昭和女子大学人見記念講堂で実施されたイベント「Music 4Gamer #4『アイカツ！シリーズ』オーケストラコンサート『オケカツ！』」ではオーケストラの東京交響楽団による『アイカツ！』ディスコグラフィの演奏が行われ、夜公演のアンコールで穴沢弘慶が編曲した「アイドル活動！」が披露された。同楽団は同年5月開催の別のイベント「Music 4Gamer Presents『RADIO 4Gamer Tap（仮）』Special Concert」内でも「アイドル活動！」を演奏している。そのほか、バーチャルYouTuberが集いステージに登壇したイベント「FAVRIC」（2019年9月29日に幕張メッセにて開催）では、作品『アイカツ！』の一ファンであるピンキーポップヘップバーンが楽曲「アイドル活動！」のカバーを披露した。2019年11月23日にパシフィコ横浜で行われた「ANIMAX MUSIX 2019 YOKOHAMA」では、『アイカツフレンズ!』のユニットであるBEST FRIENDS!とi☆Ris（『プリパラ』で演じるキャラクターユニット「SoLaMiDressing」名義）とのコラボレーションとして、「Make it!」（『プリパラ』初代OP）と「アイドル活動！」をメドレーで歌うという、作品の枠を超えたステージも行われている。
また、2018年3月23日にバンダイの公式通販サイト・プレミアムバンダイおよび新木場ageHaで開催されたイベント「アイカツ！アニON ALL-MIX」において、『アイカツ！』ディスコグラフィ13曲のリミックスアルバム『AIKATSU! ANION “NOT ODAYAKA” Remix』が発売され、DJ和およびCo.によってリミックスされた楽曲「Move on now!」が2曲目に収録された。

## シングル収録曲
| 全作曲・編曲: 田中秀和 (MONACA)。 |                                |              |                   |      |
| #                                 | タイトル                       | 作詞         | 作曲・編曲        | 時間 |
| 1.                                | 「アイドル活動！」             | uRy          | 田中秀和 (MONACA) | 4:32 |
| 2.                                | 「Move on now!」               | こだまさおり | 田中秀和 (MONACA) | 4:08 |
| 3.                                | 「Angel Snow」                 | こだまさおり | 田中秀和 (MONACA) | 3:35 |
| 4.                                | 「アイドル活動！ (OFF VOCAL)」 | uRy          | 田中秀和 (MONACA) | 4:32 |
| 5.                                | 「Move on now! (OFF VOCAL)」   | こだまさおり | 田中秀和 (MONACA) | 4:07 |
| 6.                                | 「Angel Snow (OFF VOCAL)」     | こだまさおり | 田中秀和 (MONACA) | 3:33 |
| 合計時間:                         | 合計時間:                      | 合計時間:    | 24:31             |      |